# Jack Paar
Jack Harold Paar (ur. 1 maja 1918, Canton, Ohio - zm. 27 stycznia 2004, Greenwich, Connecticut) – amerykański gospodarz radiowych i telewizyjnych talk show, najbardziej znany z prowadzenia The Tonight Show w NBC w latach 1957-62.